# Gmina Grabowiec
Die Gmina Grabowiec ist eine Landgemeinde im Powiat Zamojski der Woiwodschaft Lublin in Polen. Ihr Sitz ist das gleichnamige Dorf mit etwa 920 Einwohnern.

## Gliederung
Zur Landgemeinde Grabowiec gehören folgende 24 Ortschaften mit einem Schulzenamt:
Bereść
Bronisławka
Cieszyn
Czechówka
Dańczypol
Grabowiec-Góra
Grabowiec
Grabowczyk
Henrykówka
Hołużne
Majdan Tuczępski
Ornatowice
Ornatowice-Kolonia
Rogów
Siedlisko
Skibice
Skomorochy Małe
Skomorochy Duże
Szczelatyn
Szystowice
Tuczępy
Wolica Uchańska
Wólka Tuczępska
Żurawlów
Weitere Orte der Gemeinde sind Dańczypol (leśniczówka) und Grabowiec-Góra (kolonia).